# Chiesa di San Martino Vescovo (San Martino Spino)
La chiesa di San Martino Vescovo è la parrocchiale di San Martino Spino, frazione di Mirandola, in provincia di Modena. Appartiene alla zona pastorale 6 della diocesi di Carpi.

## Storia

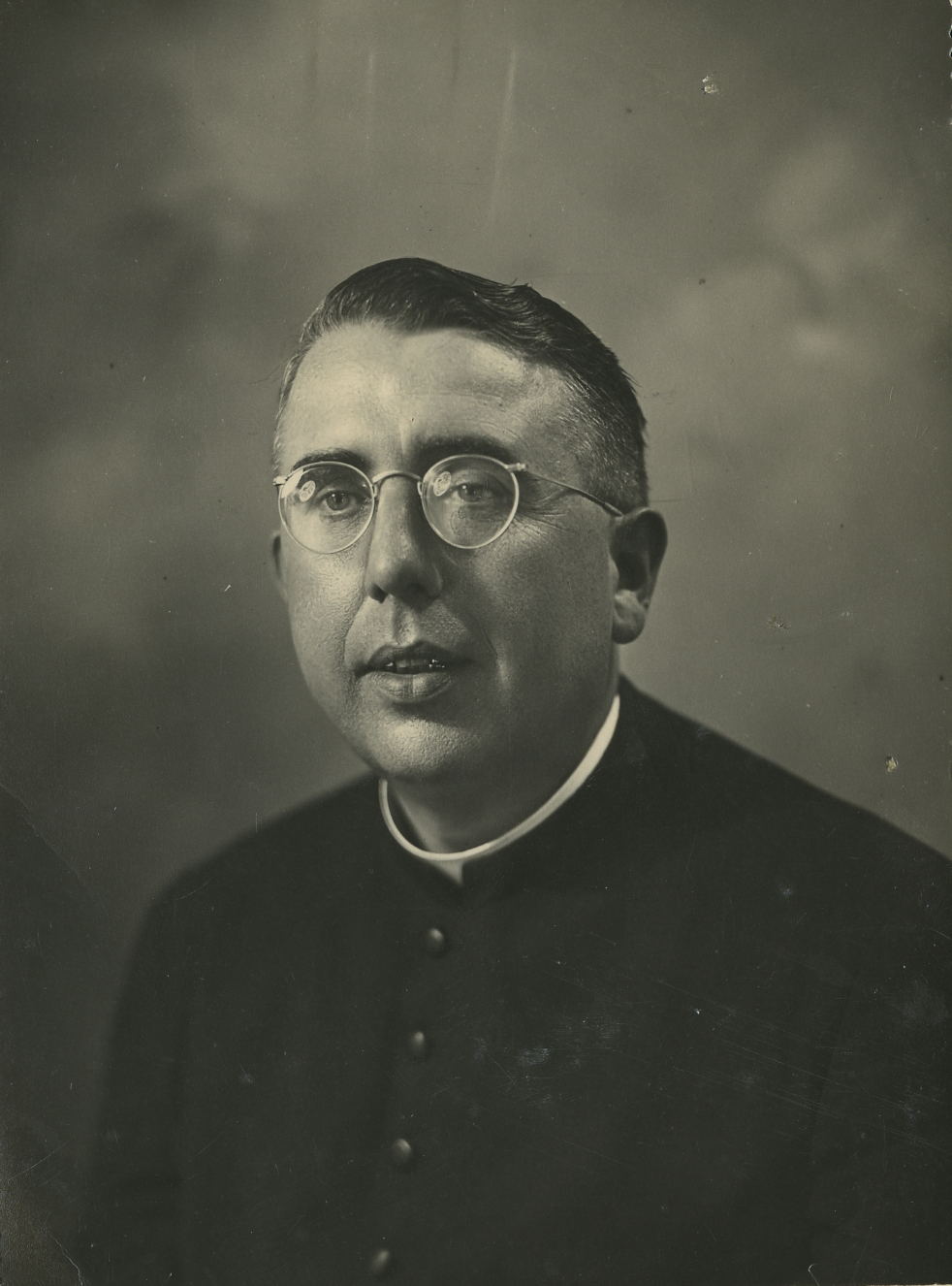
Don Dante Sala, giusto tra le nazioni per aver salvato centinaia di ebrei durante l'Olocausto nazista

La chiesa di San Martino Spino sorge su una piccola altura su cui i monaci benedettini dell'abbazia di Nonantola edificarono nel IX secolo una piccola cappella dedicata alla Madonna Nascente, come era in uso all'epoca allorché si iniziava a bonificare le terre paludose. Il primo documento che attesta l'esistenza della chiesa risale al 980.
La parrocchia di San Martino Spino fece parte sino al 1821 della Diocesi di Reggio Emilia. È attestato che nel 1144 la chiesa di San Martino Spino aveva dipendenti la chiesa di Gavello e Montirone e che nel 1230 San Martino era sede di arcipretura, mentre nel 1750 divenne rettorato-parrocchia. Nel 1574 fu consacrata dal vescovo di Comacchio una nuova chiesa forse sul luogo della preesistente, ma non vi sono notizie certe in merito. Questo edificio fu poi riedificato nel 1632-1636, durante il regno del duca Alessandro I Pico della Mirandola. La chiesa venne consacrata nel 1674; nel 1677 venne realizzato il campanile, alto 32 metri. Dalla metà del XVIII secolo la chiesa ricevette importanti elargizioni dai nuovi feudatari marchesi Menafoglio. L'attuale edificio è frutto della ricostruzione del 1783 e di un ulteriore intervento risalente al 1939-1940, nel quale il presbiterio venne prolungato finendo ora in un'abside semicircolare affrescata dal pittore Nello Maselli con la scena di San Martino e il povero.
Durante la seconda guerra mondiale il parroco don Dante Sala, insieme ad Odoardo Focherini, salvò numerosi ebrei dalla persecuzione nazifascista; sono stati entrambi riconosciuti come giusti tra le nazioni.
La chiesa venne danneggiata il 17 luglio 2011 da un terremoto di magnitudo 4.7 che fece oscillare il campanile in modo tale da lesionare le arcate delle cappelle laterali e l'arco di trionfo. Il cantiere per i lavori di ripristino doveva essere aperto il 21 maggio 2012, ma il gravissimo terremoto del 20 maggio lesionò gravemente il complesso che divenne inagibile.

## Architettura

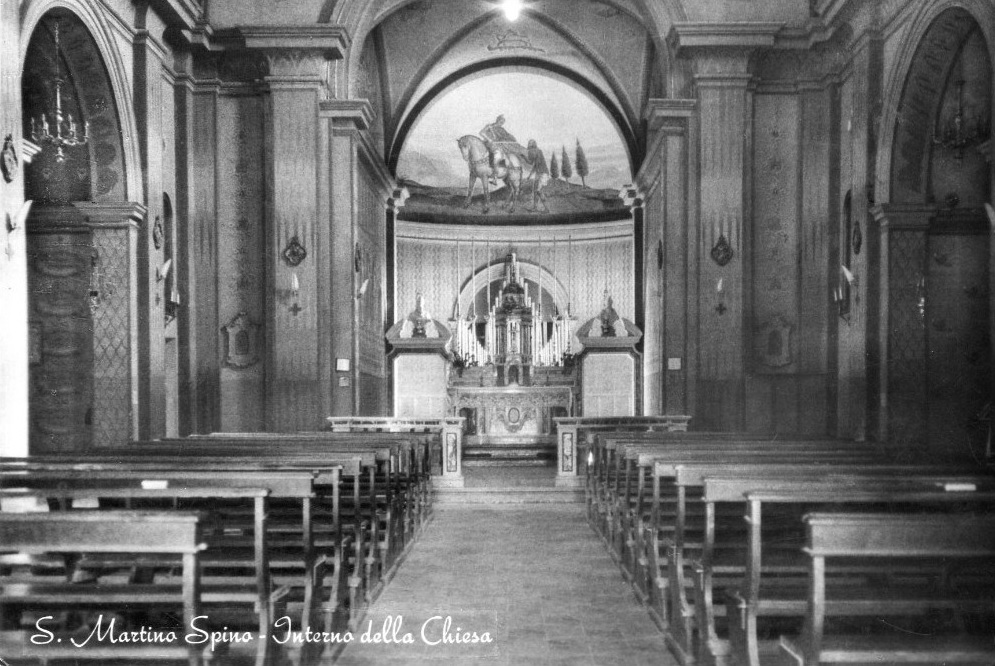
Interno della chiesa

L'altare maggiore riporta nella parte inferiore un medaglione con l'immagine di San Michele Arcangelo, giunto nel 1770 dalla chiesa parrocchiale di Cividale. Presenta un elegante ciborio in marmo intarsiato e due ali laterali che toccano le pareti del presbiterio, nelle quali sono presenti due porte su cui sono poste le statue dei santi Prospero e Silvestro vescovi di Reggio.
La prima cappella a sinistra è dedicata alla "Madonna dei Menafoglio", così chiamata per la presenza di una statua vestita del XVIII secolo a grandezza naturale e dotata per le processioni di vari cambi di abito, molto sontuosi e di fattura antica.. Secondo la tradizione, il volto della Vergine sarebbe stato scolpito ispirandosi alla figlia del marchese Antonio Menafoglio, morta poco prima dell'investitura del padre nel feudo di San Martino Spino; sotto i vestiti, la statua fu realizzata scolpendo le fattezze di una giovane donna, e curiosamente presenta una gamba più corta dell'altra: si dice infatti che la figlia del conte Menafoglio fosse claudicante. In braccio alla Vergine è posto un bambino, commissionato dal marchese Menafoglio alla morte del secondo figlio: volle così che il bambino fosse posto in braccio alla sorella. Vi è inoltre un dipinto settecentesco attribuito alla scuola del Guercino e raffigurante San Sebastiano, protettore dai dolori reumatici e artropatie, malattie diffuse nelle zone umide delle Valli mirandolesi.
La seconda cappella, intitolata al Santissimo Cuore di Gesù, presenta un altare barocco del 1762 in marmo policromo, proveniente dalla chiesa di San Leonardo Limosino di Mortizzuolo e qui traslato nel 1952 insieme all'altare posto di fronte.
La terza cappella è dedicata alla Madonna di Fatima e presenta una statua scolpita come ex voto nel 1943 che è considerata la prima realizzata in Italia: sopravvissuta miracolosamente al bombardamento della stazione di Rovereto (nel quale si ritenne smarrita e distrutta), venne inaspettatamente recapitata completamente intatta a San Martino Spino il giorno dell'armistizio dell'8 settembre 1943, cioè il giorno precedente alla tradizionale processione.
La quarta cappella è dedicata a San Clemente martire, patrono dei giovani e degli agricoltori, raffigurato in un dipinto settecentesco in cui ostenta la palma del martirio. L'urna del 1775 conserva le reliquie del martire, donate dai conti Menafoglio.
La quinta cappella di Santa Rita da Cascia presenta l'altare gemello di quello del SS. Cuore di Gesù, proveniente da Mortizzuolo.
L'ultima cappella ospita il fonte battesimale del 1669, stesso anno in cui fu realizzato anche quello della chiesa di San Biagio di Gavello. Secondo la tradizione, la vasca sarebbe di epoca romana e ritrovata durante lavori di aratura dei campi. Sulla parete è presente un dipinto del XVIII secolo con San Giovanni che battezza il Nazareno.